# 프리드리히 비크

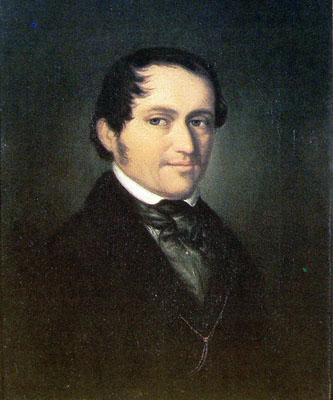
45세의 비크

요한 고틀로프 프리드리히 비크(독일어: Johann Gottlob Friedrich Wieck, 1785년 8월 18일~1873년 10월 6일)는 독일의 피아노 교사이자 성악 교사, 피아노 가게 주인, 수필 및 음악 평론의 저자였다. 그는 11세 때 국제 콘서트 투어를 하고 나중에 아버지의 극단적인 반대에도 불구하고 아버지의 제자 로베르트 슈만과 결혼한 클라라 슈만의 교사로 기억된다. 클라라 슈만으로서 그녀는 당대 가장 유명한 피아니스트 중 한 명이 되었다. 또 다른 딸인 마리 비크Marie Wieck)도 음악 분야에서 경력을 쌓았다. 다른 학생들은 한스 폰 뷜로를 포함했다.
라이프치히에서 멀지 않은 프레츠에서 별로 성공하지 못한 상인의 아들로 태어났다. 비크는 음악에 깊은 관심을 가지고 있었다. 1800년에 그는 토르가우김나지움을 다녔고 그곳에서 요한 페터 밀히마이어에게 6시간의 피아노 레슨을 받았다. 그는 더 넓은 음악 세계에 거의 노출되지 않았으며 나중에 장 자크 루소와 요한 하인리히 페스탈로치를 읽음으로써 교육학 이론을 발전시켰다.
그는 목회를 준비하기 위해 비텐베르크 대학교에서 신학을 공부하여 1803년에 졸업했으며 드레스덴에서 의무적인 재판 설교를 하고 신학을 떠났다. 그 후 9년 동안 그는 튀링겐의 여러 부유한 가정에서 개인 교사로 일했다. 베버의 호의적인 평가(가혹한 비판도 포함)에 자극을 받아 가정교사 자리를 그만두고 라이프치히에서 피아노 교사로 자리를 잡았고 피아노와 기타 악기를 임대 및 판매하고 음악 대여를 유지하는 사업을 하게 되었다.
비크는 결혼을 자신의 지위를 향상시키기 위한 수단으로 여겼으며, 1816년에 마리안 트롬리츠과 결혼했다. 트롬리츠는 당시 라이프치히에서 유명한 가수였다. 그녀는 비크의 고급 피아노 학생들을 가르쳤다. 뛰어난 가수로서 그녀는 라이프치히의 유명한 게반트하우스에서 매주 노래를 불렀다.

## 참고 문헌
1. ↑  Reich, Clara Schumann, p. 27.
2. ↑  Bogousslavsky,J., M. G. Hennerici, Bäzner, H., Bassetti, C., Neurological disorders in famous artists, Part 3, Karger Publishers, 2010, p. 104.
3. ↑  Haisler, J.L. (2003). 《The Compositional Art of Clara Schumann (a Master of Music thesis)》. Houston, Texas: Rice University.